# Gau ngao gau
Gau ngao gau (狗咬狗), comercialitzada internacionalment com Dog Bite Dog és una pel·lícula d'acció de thriller criminal de Hong Jong del 2006 dirigida per Cheang Pou-soi i protagonitzada per Edison Chen com un brutal assassí de Cambodja que intenta desesperadament escapar de la policia, interpretat per Sam Lee, després de completar una tasca a Hong Kong. La pel·lícula es va estrenar als cinemes de Hong Kong el 17 d'agost de 2006.

## Argument
Un jove cambodjà que ha estat entrenat per lluitar per diners al seu país és contractat per matar algú a Hong Kong. Realitza l'impacte i després fuig de la policia de Hong Kong, que lluita amb problemes interns d'un policia model i del seu fill, que també està a la força i a qui el seu pare li va dir que no es convertís en policia. El pare entra en coma després d'haver rebut un tret, i els afers interns sospiten que tracta amb drogues clandestinament.
L'assassí fa amistat amb una noia que és violada i maltractada pel seu pare. Tots dos planegen tornar en un vaixell a Cambodja, però han de superar la policia de Hong Kong, que fa tot el possible per atrapar-lo.

## Recepció
G4s Asian Underground va anomenar Dog Bite Dog un drama d'acció amarg i dolç que va tocar molts nivells emocionals, però no és per a tothom.

### Festivals
La pel·lícula es va jugar més tard aquell any al Festival Internacional de Cinema de Tòquio. El 2007, la pel·lícula es va presentar al Festival de Cinema Asiàtic de Deauville, al Festival de cinema fantàstic d'Amsterdam, al Festival de Cinema Asiàtic de Nova York, al Fantasy Film Fest (Alemanya) i al FanTasia a Montreal.

### Distribució
Els drets nord-americans de la pel·lícula van ser comprats per The Weinstein Company per a la seva línia de DVD Dragon Dynasty, que va llançar la pel·lícula en DVD el 23 d'octubre de 2007.

## Premis i nominacions
| Premis i nominacions                           | Premis i nominacions            | Premis i nominacions | Premis i nominacions |
| Cerimònia                                      | Categoria                       | Receptor             | Resultat             |
| ---------------------------------------------- | ------------------------------- | -------------------- | -------------------- |
| 26ns Premis del Cinema de Hong Kong            | Millor director novell          | Pei Pei              | Nominat              |
| 43ns Premis de Cinema Cavall d'Or              | millor actor                    | Sam Lee              | Nominat              |
| 1rs Premis del Cinema Asiàtic                  | Millor muntatge                 | Angie Lam            | Nominat              |
| 8è Festival de Cinema Asiàtic de Deauville     | Acció Lotus Àsia                | Soi Cheang           | Guanyador            |
| 9ns Premis Golden Traile                       | Millor tràiler d'acció exterior | Dog Bite Dog         | Nominat              |
| 19è Festival Internacional de Cinema de Tòquio | Gran Premi de Tòquio            | Soi Cheang           | Nominat              |